# Franz Joseph Steinböck
Franz Joseph Steinböck (* 1732 in Wien; † 1782 ebenda) war ein österreichischer Steinmetzmeister und Bildhauer des Barock. Er wurde 1768 und 1776 Obervorsteher der Wiener Bauhütte.

## Leben
Franz Joseph wurde in eine bedeutende Eggenburger Steinmetzfamilie geboren. Der Vater Gabriel Steinböck hatte ebendort das Handwerk gelernt, durch die Heirat mit Catharina Köchlin, Witwe des Wiener Steinmetzmeisters Philipp Köchl, übernahm er dessen Steinmetzhütte und wurde Meister der Wiener Haupthütte. Die Söhne Franz Joseph Steinböck und Stefan Gabriel führten die Steinmetztradition weiter.
Franz Joseph lernte beim Vater Gabriel Steinböck das Handwerk, der ihn am 3. Mai 1750 vor offener Lade zum Gesellen und Bruder der Wiener Steinmetzbruderschaft freisprach. Im Innungsbuch ist er erstmals selbst am 2. August 1762 als Meister eingetragen, bei der Freisprechung des Lehrlings Michael Vogls.
Im Rathaus wählten ihn die Wiener Meister des Maurer- und Steinmetzhandwerkes zum Obervorsteher der Jahre 1768 und 1776.

## Lieferung aus dem kaiserlichen Steinbruch am Leithaberg
Am 16. März 1756 starb Elisabeth Gehmacherin, Ehefrau des Kaisersteinbrucher Steinmetzmeisters Johann Gehmacher. Sie stammte aus der Wiener Baumeisterfamilie Kazisberger, er hatte das Handwerk in der Wiener Bauhütte gelernt. Ihr Inventarium belegte die Lieferung von Steinmetzarbeiten nach Wien an die Steinmetzmeister Gabriel Steinböck und Sohn Franz Joseph Steinböck, an Franz Wasserburger und Georg Andreas Högl, ein Neffe von Hof-Steinmetzmeister Elias Hügel.

## Wiener St. Theklakirche

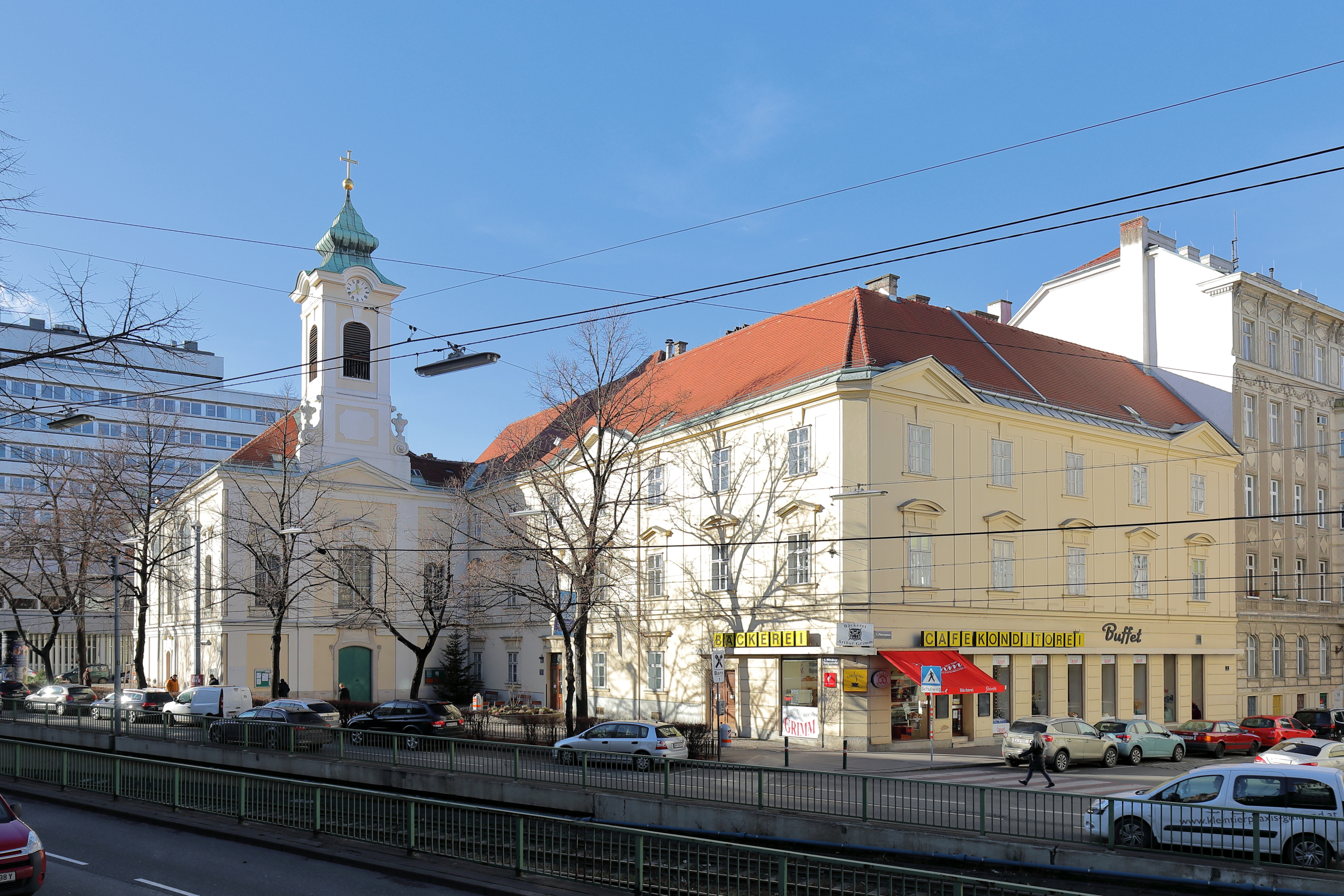
Thekla-Kirche im 4. Bezirk

Im Jahre 1752 kauften die österreichischen Piaristen an der heutigen Wiedner Hauptstraße ein Grundstück, auf dem sie ein Kollegium bauen wollten. Das bisherige Gebäude wurde alsbald abgerissen und man begann mit dem Bau des Klosters sowie der Kirche. Die Pläne zu dem Komplex lieferte der Architekt Mathias Gerl. Die Steinmetzarbeiten lieferten die Wiener Meister Franz Joseph Steinböck und Matthias Winkler. Um 1756 war der Bau vollendet und die Kirche wurde am 26. September selben Jahres eingeweiht.